# Attilio Viviani
Attilio Viviani (ur. 18 października 1996 w Oppeano) – włoski kolarz szosowy i torowy.
Jego starszy brat, Elia Viviani, również jest kolarzem.

## Osiągnięcia

### Kolarstwo szosowe
Opracowano na podstawie:
2019
- 1. miejsce w Schaal Sels

2020
- 1. miejsce na 1. etapie La Tropicale Amissa Bongo

### Kolarstwo torowe
Opracowano na podstawie:
2014
- 1. miejsce w mistrzostwach Europy juniorów (scratch)

## Rankingi

### Kolarstwo szosowe
| Rok             | 2018  | 2019 | 2020  | 2021  | 2022  | 2023 | 2024  |
| --------------- | ----- | ---- | ----- | ----- | ----- | ---- | ----- |
| World Ranking   | 2196. | 806. | 1160. | 1988. | 1936. | 692. | 1216. |
| UCI Europe Tour | 1453. | 588. | 898.  | 1346. | 1245. | -    | -     |
|                 |       |      |       |       |       |      |       |
| Źródło: UCI     |       |      |       |       |       |      |       |